# Liste der niederländischen Gesandten in Preußen
Die Leiter der niederländischen Gesandtschaft wurden ab 1814 als Außerordentliche Gesandte oder Ministre plénipotentiaire besoldet.

## Gesandte
| von–bis   | Name                                                   | Lebensdaten \| Bemerkungen                                                                                    | entsendende Regierung     | akkreditiert bei                 |
| --------- | ------------------------------------------------------ | --- | ------------------------- | -------------------------------- |
| 1658–1659 | Johan Isbrants                                         | Außerordentlicher Gesandter im Kurfürstentum Brandenburg                                                      | Generalstaaten            | Friedrich Wilhelm (Brandenburg)  |
| 1679–1685 | Godard Adrian van Reede                                | (1621–1691); Außerordentlicher Gesandter im Kurfürstentum Brandenburg                                         | Generalstaaten            | Friedrich Wilhelm (Brandenburg)  |
| 1687–1688 | Jacob Hop                                              | (1654–1725); Außerordentlicher Gesandter im Kurfürstentum Brandenburg                                         | Generalstaaten            | Friedrich Wilhelm (Brandenburg)  |
| 1689–1699 | Johan Ham                                              | (1654–??); ansässig ab 1689, Außerordentlicher Gesandter 1692 im Kurfürstentum Brandenburg                    | Generalstaaten            | Friedrich I. (Preußen)           |
| 1699–1700 | Jacob van Wassenaer Obdam II.                          | (1645–1714); Außerordentlicher Gesandter im Kurfürstentum Brandenburg                                         | Generalstaaten            | Friedrich I. (Preußen)           |
| 1704–1716 | Christiaan Karel van Lintelo                           | (1669–1736); Außerordentlicher Gesandter im Königreich Preußen                                                | Generalstaaten            | Friedrich I. (Preußen)           |
| 1721–1723 | Reinhardt Vincent von Hompesch                         | (1660–1733); Außerordentlicher Gesandter im Königreich Preußen                                                | Generalstaaten            | Friedrich Wilhelm I. (Preußen)   |
| 1725–1727 | Carel van Rumph                                        | (1685–1749); ansässig im Königreich Preußen                                                                   | Generalstaaten            | Friedrich Wilhelm I. (Preußen)   |
| 1727–1729 | Jan Rabo van Keppel                                    | (1665–1733); Ministre sine caractere im Königreich Preußen                                                    | Generalstaaten            | Friedrich Wilhelm I. (Preußen)   |
| 1730–1737 | Reinhard van Reede                                     | (1678–1747); Ministre sine caractere im Königreich Preußen                                                    | Generalstaaten            | Friedrich Wilhelm I. (Preußen)   |
| 1734–1743 | Carel van Rumph                                        | (1685–1749); Ministre sine caractere im Königreich Preußen                                                    | Generalstaaten            | Friedrich Wilhelm I. (Preußen)   |
| 1746–1747 | Reinhard van Reede                                     | (1678–1747); Ministre plénipotentiaire im Königreich Preußen                                                  | Generalstaaten            | Friedrich II. (Preußen)          |
| 1747–1758 | Bertrand Philip Sigismund Albrecht van Gronsveld       | (1712–1772); Ministre plénipotentiaire im Königreich Preußen                                                  | Generalstaaten            | Friedrich II. (Preußen)          |
| 1758–1774 | Dirk Huybert Verelst                                   | (1717–1774); Ministre plénipotentiaire im Königreich Preußen                                                  | Generalstaaten            | Friedrich II. (Preußen)          |
| 1774–1781 | Reinhard Adriaan Karel Willem van Heiden van Ravestein | (1732–1781); Ministre plénipotentiaire im Königreich Preußen                                                  | Generalstaaten            | Friedrich II. (Preußen)          |
| 1782–1795 | Arend Willem van Reede van Amerongen                   | (1747–1815); Ministre plénipotentiaire im Königreich Preußen                                                  | Generalstaaten            | Friedrich II. (Preußen)          |
| 1802–1802 | Carel Gerard Hultman                                   | (1752–1820); Ministre plénipotentiaire im Königreich Preußen                                                  | Batavische Republik       | Friedrich Wilhelm III. (Preußen) |
| 1803–1806 | Anthony Boldewijn Gijsbert van Dedem van den Gelder    | (1774–1825); Ministre plénipotentiaire im Königreich Preußen                                                  | Batavische Republik       | Friedrich Wilhelm III. (Preußen) |
| 1808–1809 | Johannes Goldberg                                      | (1763–1828); Ministre plénipotentiaire im Königreich Preußen                                                  | Louis Bonaparte           | Friedrich Wilhelm III. (Preußen) |
| 1809–1810 | Johann Gotthard Reinhold                               | (1771–1838); Ministre plénipotentiaire im Königreich Preußen                                                  | Louis Bonaparte           | Friedrich Wilhelm III. (Preußen) |
| 1814–1842 | Hendrik George de Perponcher Sedlnitzki                | (1771–1856); General im Kampf gegen Napoleon Bonaparte, Vater des Diplomaten Wilhelm de Perponcher Sedlnitzky | Wilhelm I. (Niederlande)  | Friedrich Wilhelm III. (Preußen) |
| 1842–1863 | Alexander Carel Jacob Schimmelpenninck van der Oye     | (1796–1877)                                                                                                   | Wilhelm II. (Niederlande) | Friedrich Wilhelm IV.            |
| 1863–1865 | Julius van Zuylen van Nijevelt                         | (1819–1894); 1860–1862 und 1866–1868 Außenminister 1861–1862 und 1866–1868 Ministerpräsident                  | Johan Rudolf Thorbecke    | Wilhelm I. (Deutsches Reich)     |
| 1865–1870 | Charles Malcolm Ernest George van Bylandt              | (1818–1893)                                                                                                   | Johan Rudolf Thorbecke    | Wilhelm I. (Deutsches Reich)     |